# Ana III de Stolberg
Ana III de Quedlinburg, nacida como Ana de Stolberg (Stolberg, 3 de abril de 1565-Quedlinburg, 12 de mayo de 1601), fue princesa-abadesa de Quedlinburg desde 1584 hasta su muerte.

## Biografía
Ana era la hija del conde Enrique de Stolberg (1509-1572) y de su esposa, Isabel de Gleichen (m. 1578). Ana fue elegida en 1584 para suceder a Isabel II, abadesa de Quedlinburg. La elección de la nueva princesa-abadesa fue confirmada por el emperador del Sacro Imperio Romano Germánico, Rodolfo II. A menudo se enfrentó al consejo de la ciudad de Quedlinburg y al mecenas de la ciudad, el elector Cristián I de Sajonia, y apeló al emperador en busca de apoyo.
El elector Cristián I murió en 1591 y fue sucedido por el elector Cristián II bajo la regencia del duque Federico Guillermo I de Sajonia-Weimar. La princesa-abadesa eligió a Ana Margarita de Brunswick-Harburg como su coadjutora, pero el duque de Sajonia-Weimar se negó a consentir ya que quería a su propia hermana, María, para suceder a Ana.
Ana murió repentinamente en 1601, a la edad de 36 años, después de un paseo. La causa oficial de su muerte fue un ataque. Fue sucedida por la hermana de su enemigo.
| Predecesor: Isabel II | Abadesa de Quedlinburg 1584-1601 | Sucesor: María |

- Datos: Q327516
- Multimedia: Anna III, Abbess of Quedlinburg / Q327516